# Oyré
Oyré és un municipi francès situat al departament de la Viena i a la regió de la Nova Aquitània. L'any 2007 tenia 906 habitants.

## Demografia

### Població
El 2007 la població de fet d'Oyré era de 906 persones. Hi havia 348 famílies de les quals 72 eren unipersonals (48 homes vivint sols i 24 dones vivint soles), 116 parelles sense fills, 152 parelles amb fills i 8 famílies monoparentals amb fills.
La població ha evolucionat segons el següent gràfic:
Habitants censats

### Habitatges
El 2007 hi havia 399 habitatges, 350 eren l'habitatge principal de la família, 31 eren segones residències i 17 estaven desocupats. 377 eren cases i 21 eren apartaments. Dels 350 habitatges principals, 300 estaven ocupats pels seus propietaris, 48 estaven llogats i ocupats pels llogaters i 2 estaven cedits a títol gratuït; 9 tenien dues cambres, 46 en tenien tres, 97 en tenien quatre i 199 en tenien cinc o més. 281 habitatges disposaven pel capbaix d'una plaça de pàrquing. A 108 habitatges hi havia un automòbil i a 217 n'hi havia dos o més.

### Piràmide de població
La piràmide de població per edats i sexe el 2009 era:
| Homes | Edats   | Dones |
| ----- | ------- | ----- |
| 0     | 95 o +  | 0     |
| 4     | 90 a 94 | 0     |
| 4     | 85 a 89 | 8     |
| 4     | 80 a 84 | 16    |
| 20    | 75 a 79 | 4     |
| 12    | 70 a 74 | 12    |
| 32    | 65 a 69 | 12    |
| 12    | 60 a 64 | 28    |
| 4     | 55 a 59 | 12    |
| 40    | 50 a 54 | 24    |
| 32    | 45 a 49 | 28    |
| 40    | 40 a 44 | 48    |
| 32    | 35 a 39 | 48    |
| 24    | 30 a 34 | 36    |
| 36    | 25 a 29 | 20    |
| 36    | 20 a 24 | 12    |
| 24    | 15 a 19 | 36    |
| 40    | 10 a 14 | 40    |
| 24    | 5 a 9   | 32    |
| 24    | 0 a 4   | 20    |

## Economia
El 2007 la població en edat de treballar era de 616 persones, 483 eren actives i 133 eren inactives. De les 483 persones actives 441 estaven ocupades (249 homes i 192 dones) i 42 estaven aturades (18 homes i 24 dones). De les 133 persones inactives 38 estaven jubilades, 52 estaven estudiant i 43 estaven classificades com a «altres inactius».

### Ingressos
El 2009 a Oyré hi havia 373 unitats fiscals que integraven 988 persones, la mediana anual d'ingressos fiscals per persona era de 18.893 €.

### Activitats econòmiques
Dels 16 establiments que hi havia el 2007, 1 era d'una empresa alimentària, 4 d'empreses de construcció, 1 d'una empresa de comerç i reparació d'automòbils, 1 d'una empresa de transport, 2 d'empreses d'hostatgeria i restauració, 1 d'una empresa d'informació i comunicació, 2 d'empreses financeres, 1 d'una empresa immobiliària, 1 d'una empresa de serveis i 2 d'empreses classificades com a «altres activitats de serveis».
Dels 6 establiments de servei als particulars que hi havia el 2009, 1 era un guixaire pintor, 1 lampisteria, 1 electricista, 1 empresa de construcció, 1 perruqueria i 1 restaurant.
Dels 2 establiments comercials que hi havia el 2009, 1 era una fleca i 1 una botiga de roba.
L'any 2000 a Oyré hi havia 16 explotacions agrícoles que ocupaven un total de 927 hectàrees.

## Equipaments sanitaris i escolars
El 2009 hi havia una escola elemental.

## Poblacions més properes
El següent diagrama mostra les poblacions més properes.